# 학성동 (원주시)
학성동(鶴城洞)은 대한민국의 강원특별자치도 원주시에 설치된 동이다.

## 역사
- 1938년 10월 1일 원주읍 영정[2]
- 1945년 일본식 동명 개정으로 학성동1구, 2구로 변경하였다.
- 1955년 9월 1일 원주시 학성동[3]
- 1961년 9월 15일 연합동제 실시로 학성동으로 개정하였다.
- 1970년 7월 1일 학성동을 학성1동, 학성2동으로 분동하였다.
- 1999년 1월 1일 학성2동을 중앙동으로 합동하고, 학성1동을 학성동으로 개칭하였다.

## 주요 시설

### 방송국
- MBC 원주문화방송